# Fumaria capreolata
Fumaria capreolata, comúnmente llamada fumaria blanca o palomilla, es una planta herbácea anual de la subfamilia Fumarioideae antigua familia Fumariaceae, nativa de Europa del Sur.

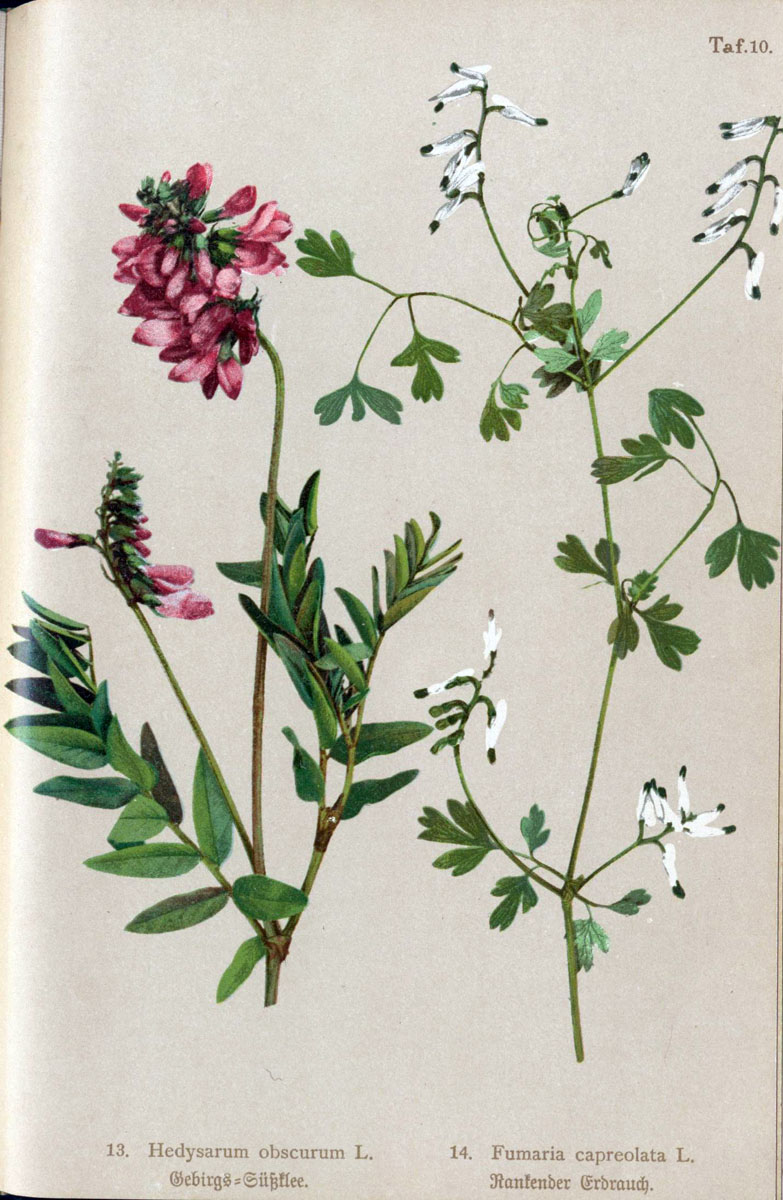
Ilustración

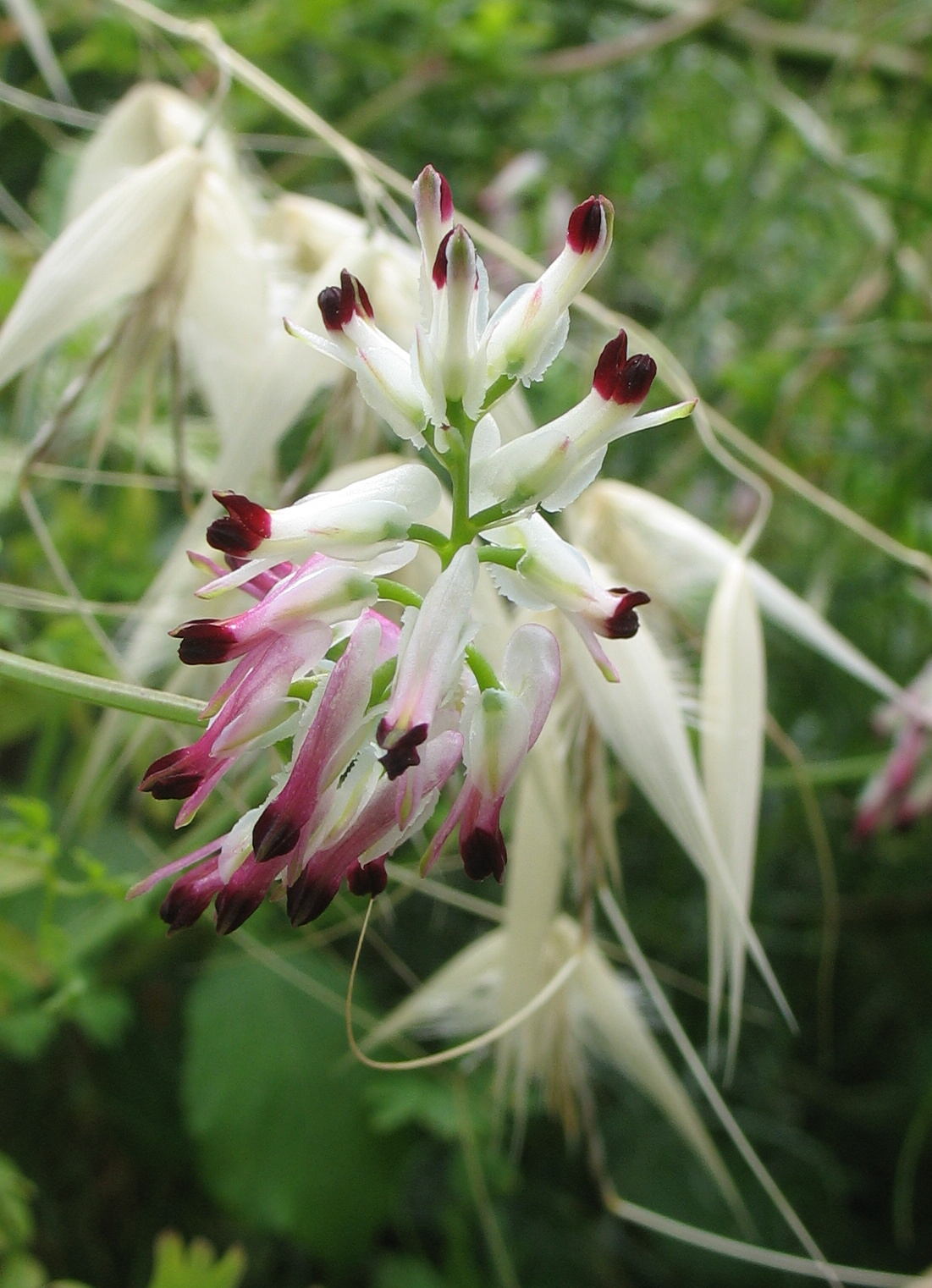
Inflorescencia

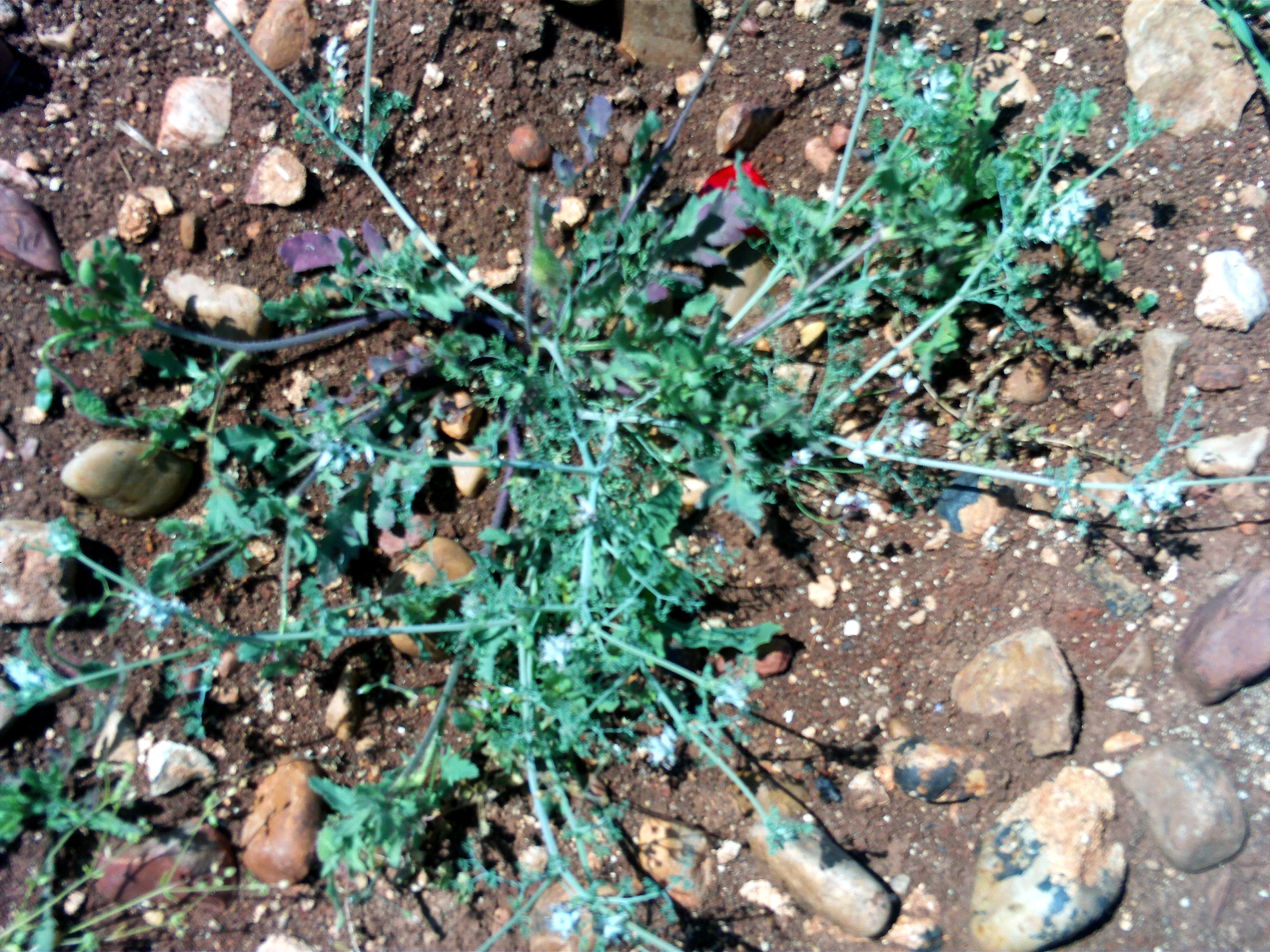
Vista de la planta en su hábitat

## Descripción
Es una hierba de tallo trepador o rastrero, que alcanza los 100 cm de altura. Presenta hojas plurilobuladas, de segmentos lanceolados, alternas. En invierno o a comienzos de primavera aparecen en los tallos floríferos que brotan de las axilas foliares racimos de flores de 10 a 15 mm, blancas, con dos sépalos petaloides semitransparentes y el ápice de intenso color púrpura. La corola tiene forma tubular, compuesta por cuatro pétalos unidos en el ápice pero libres, de los cuales el superior se prolonga en un espolón. Presenta dos estambres trífidos. El fruto que en un pequeño aquenio liso o apenas rugoso, de forma oblonga u obtusa, que aparece al cabo de un pedicelo retroflexo protegido por brácteas.

## Distribución y hábitat
Crece en terrenos cultivados o ruderales de toda el área mediterránea y las zonas templadas de Asia. Prefiere suelos ricos en nitrógeno.
En hibridación con Fumaria densiflora produce la Fumaria × gagrica, que se difunde más al norte y este.

## Taxonomía
Fumaria capreolata fue descrita por Carlos Linneo y publicado en Species Plantarum 2: 701. 1753.
Citología
Número de cromosomas de Fumaria capreolata (Fam. Papaveraceae) y táxones infraespecíficos: 2n=c.70. 2n=c.64. 2n=56
Etimología
Ver: Fumaria
capreolata: epíteto latino que significa "que tiene zarcillos".
Sinonimia
- Fumaria elegans Jord. ex Nyman
- Fumaria leonardii Sennen
- Fumaria media Mont. ex Parl.
- Fumaria neapolitana Vaill. ex Parl.
- Fumaria nemorosa Lojac.
- Fumaria officinalis var. capreolata (L.) Ewart
- Fumaria pallidiflora Jord. ex F.W.Schultz
- Fumaria platycalyx Pomel
- Fumaria prehensilis Asch.
- Fumaria queri Sennen & Pau
- Fumaria speciosa Jord.[6]

## Nombres comunes
- Castellano: buche de paloma, conejillos, conejillos de las valladas, conejillos de las vallas, conejitos, conejitos de los vallados, conejitos de vallas, cuello de paloma, fumaria, galicos, gatico, gaticos, gatitos, palomilla, palomilla pintada, palomillas, palomina, sangre de Cristo, zapaticos de la Virgen, zapaticos del Señor.[7]